# Japanan (Cawas)
Japanan is een bestuurslaag in het regentschap Klaten van de provincie Midden-Java, Indonesië. Japanan telt 1836 inwoners (volkstelling 2010).